# Фаренхајт 451 (филм)
Фаренхајт 451 (енгл. Fahrenheit 451) је научнофантастични дистопијски драмски филм из 1966. године.
Главне улоге играју Оскар Вернер, Џули Кристи и Сирил Кјусак.

## Радња
Филм говори о друштву у којем је читање књига законом забрањено. Људи који воде књиге хапсе, а књиге спаљују такозвани „Ватрогасци“. Главни лик, Гај Монтаг, ради као ватрогасац, али не жели да се помири са постојећом идеологијом. 451 степен Фаренхајта (то је око 233 °C) је наведено као „температура на којој се папир запали и гори“.
Радња филма се на местима разликује од романа. На пример, Клариса преживљава филм и на крају напушта град са Монтагом. Фаберова улога је у филму знатно смањена: он се само накратко појављује у једној сцени као старац који спава на клупи у парку. Због чињенице да је филм снимљен 1966. године, многи елементи живота описани у књизи нису присутни у филму.